# Böhmerland

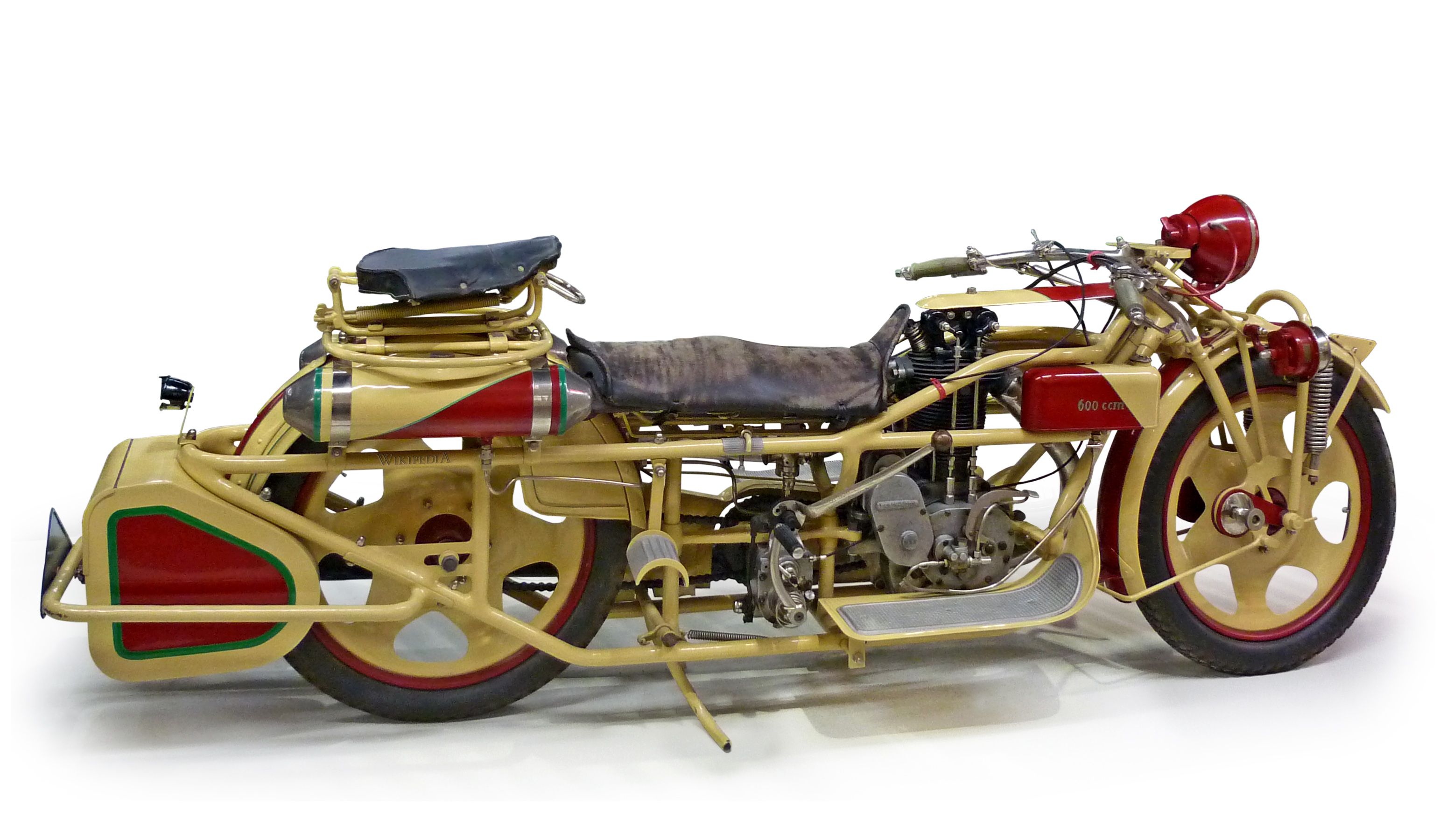
Dreisitziges „Böhmerland“-Motorrad mit 600 cm³, aus Schluckenau in Böhmen, (Verkehrsmuseum Dresden)

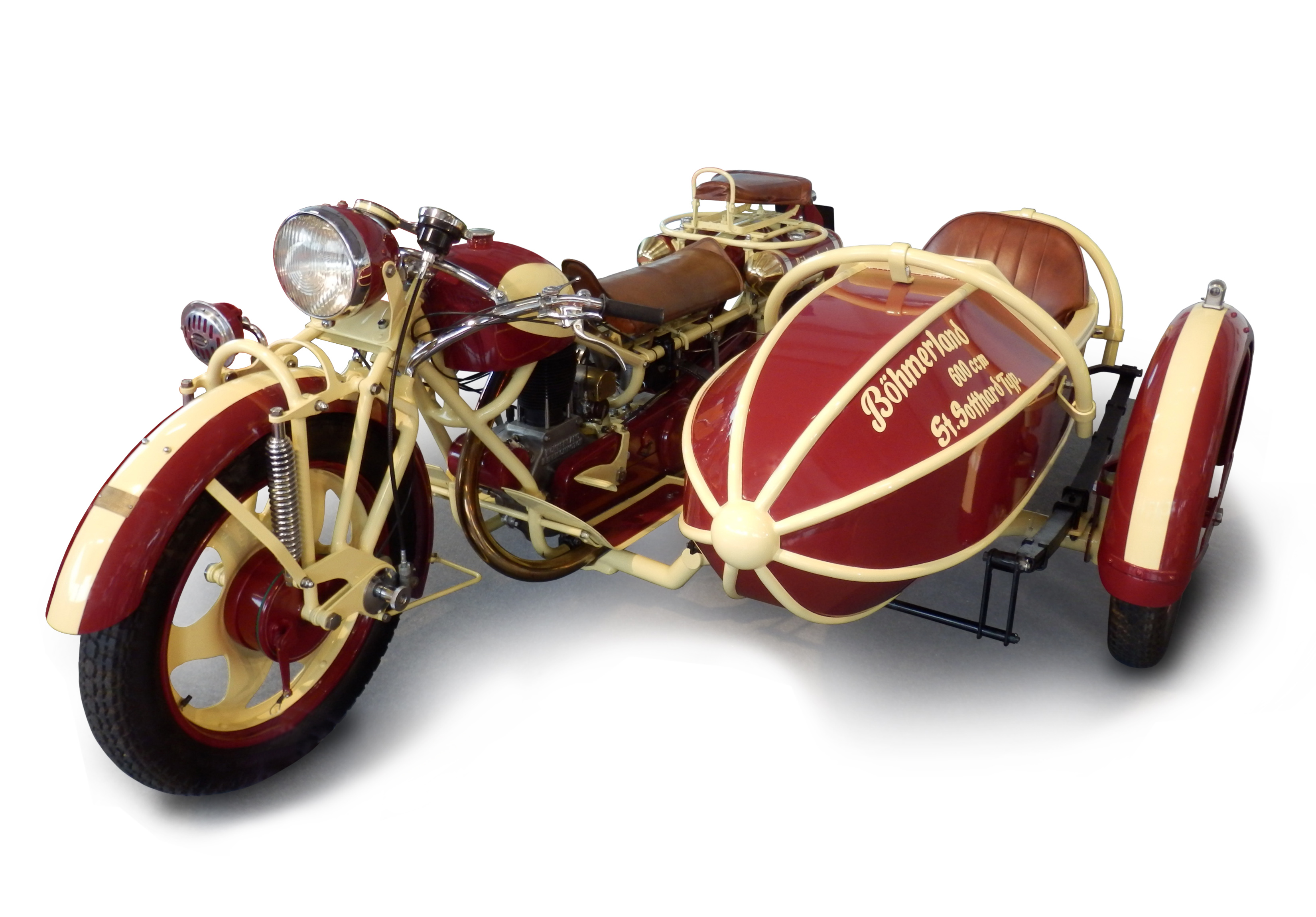
Böhmerland mit Beiwagen, Baujahr 1934

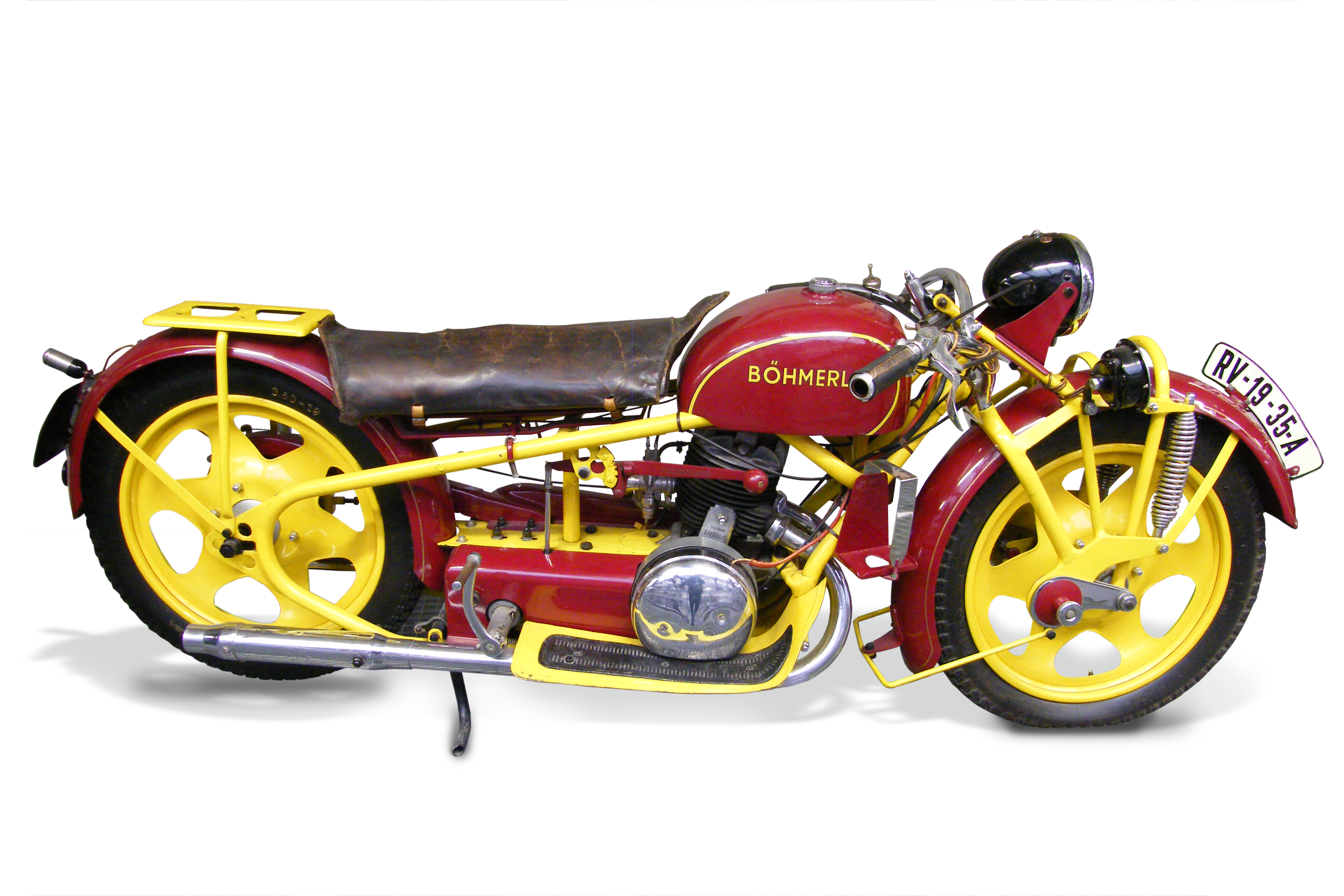
Ein späteres Modell von 1937 mit 350 cm³ Hubraum

Die Böhmerland, für tschechische Kunden unter dem Markennamen Čechie angeboten, gilt als das längste Serien-Motorrad der Welt. Sie wurde in den Jahren 1925 bis 1939 von Albin Hugo Liebisch in Schönlinde in der damaligen Tschechoslowakei produziert. Motor, Rahmen und die ungewöhnliche Konstruktion der Gabel – es handelt sich um eine geschobene Kurzschwinge – wurden von Liebisch entworfen und gebaut.

## Geschichte (Konstrukteur und Firma)

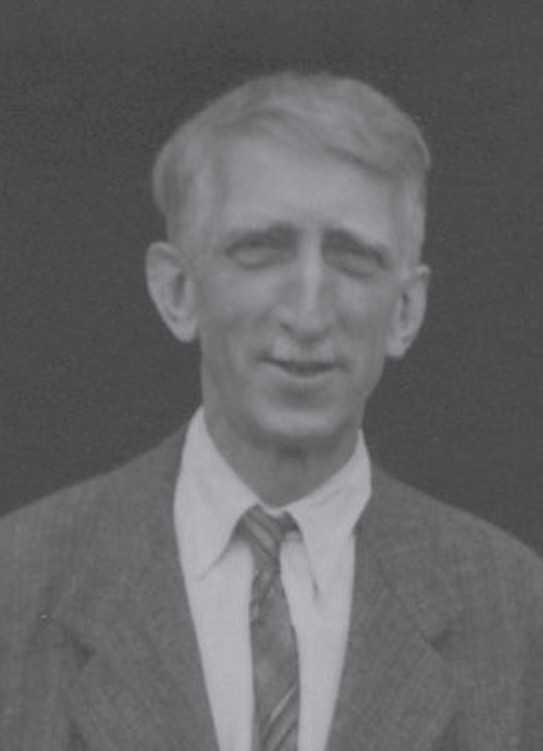
Albin Hugo Liebisch

Albin Hugo Liebisch (* 26. Juli 1888 in Rumburg, Auplatz 26; † 9. November 1965 in Passau) war ein tschechisch-deutscher Konstrukteur und Unternehmer. Als Sechsjähriger zog er mit seinen Eltern nach Krásná Lípa (deutsch: Schönlinde). Nach Beendigung der Schulzeit absolvierte er mit 14 eine Lehre bei Reinhold Mai, einem Hersteller und Vertrieb von Nähmaschinen, Fahrrädern und Motorrädern in Varnsdorf.

Im Alter von neunzehn Jahren zieht er nach Deutschland, wo er 1907 über eine Annonce eine Anstellung als Chauffeur bei einem bekannten Wiesbadener Notar findet. Hier lernt er auch seine spätere Frau Hermína kennen. Aus dieser Ehe stammte ein Sohn, Albin Richard.

Im Ersten Weltkrieg diente er im Schützenregiment Nr. 9 in Leitmeritz, mit dem er an der russischen Front kämpfte, wo er 1915 verwundet wurde. Anschließend musste er nicht mehr in den Fronteinsatz.
Zwischen 1916 und 1918 arbeitete er in der Automobilfabrik Kopřivnice. Anfang der 1920er Jahre kehrte er nach Krásná Lípa zurück und arbeitete für Alfred Hielle. Zwischen 1922 und 1924 stellte er den Prototyp seines eigenen Motorrads her.
Ab 1925 produzierte er in seiner Werkstatt in Krásná Lípa eigene Motorräder: für den tschechischen Markt unter dem Namen Bohemia – für die deutschen Kunden wählte er den Namen Böhmerland. Anfangs produzierte er seine Motorräder auf Bestellung, doch 1931 wechselte er aufgrund des großen Interesses zur Serienproduktion in Kunratice bei Šluknov. Bis zum Beginn des Zweiten Weltkriegs im Jahr 1939 wurden 5 Basismodelle hergestellt.
Der Anschluss des Sudetenlandes an das Dritte Reich stellte Liebisch wie auch eine Reihe anderer kleiner deutschstämmiger Unternehmer vor wirtschaftliche Probleme – sie verloren Umsatz in der übrigen Tschechoslowakei und hatten gleichzeitig keine Möglichkeit, auf dem deutschen Markt Fuß zu fassen. 1939 musste er die Produktion von Motorrädern einstellen und das Unternehmen auf die Produktion von Motorhacken umstellen. Anschließend wurde das Unternehmen Teil der Kriegsproduktion. Nach dem Krieg wurden er und sein Sohn in einem Lager in Rabštejn bei Böhmisch Kamenitz interniert, bevor sie deportiert wurden.
Nach dem Krieg wurden er und sein Sohn nach Deutschland deportiert. Sie zogen zu Verwandten nach Passau, wo Albin Hugo Liebisch in Vergessenheit geriet und nach vorangegangenen Schlaganfällen am 9. November 1965 an einer Magenblutung starb.

## Beschreibung

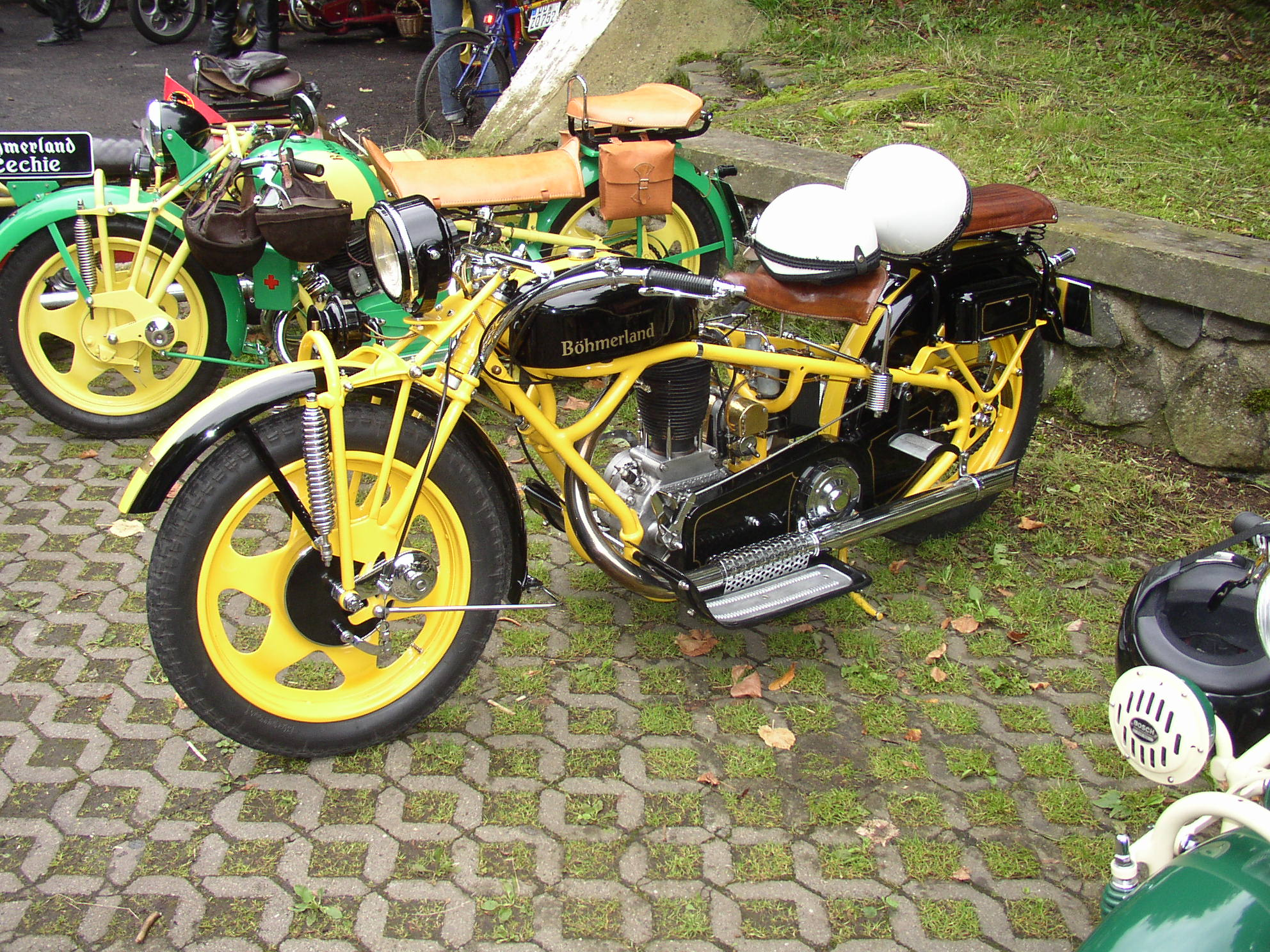
Böhmerland-Motorräder beim Treffen in Jiřetín pod Jedlovou

Die Böhmerland zeichnete sich vor allem durch ihre dreisitzige Sitzbank und die Motorplatzierung vor dem Fahrer aus, was zu ihrer enormen Länge führte (bei der Basisversion 3,17 Meter). Sie waren mit einem selbst konstruierten Motor ausgestattet, zunächst mit einer Leistung von 16, dann 24 PS (12 / 18 kW).
Die zwei zigarrenförmigen Tanks wurden am hinteren Abschnitt des Rahmens angebracht und ließen so freien Blick auf die Ventil-Kipphebel des OHV-Einzylinders, die zwischen den Knien des Fahrers platziert waren. Später gab es auch Modelle mit zusätzlichen Tanks üblicher Bauart auf dem Oberrohr, welche den Blick auf die Ventil-Kipphebel verdeckten. Als Treibstoffe sollten außer Benzin im warmen Zustand auch Dieselkraftstoffe und Heizöle möglich sein.
Es wurden insgesamt ca. 775 Exemplare gebaut, darunter auch Sondermodelle, z. B. eine kürzere Version für nur zwei Personen und eine längere für vier Personen. Letztere war für das Militär gedacht und hatte zwei Getriebe, von denen das erste vom Fahrer und das zweite von einem der Beifahrer geschaltet wurde. Somit verfügte die Maschine über neun Gänge. Es wurde auch eine Rennversion angefertigt, die 160 km/h schnell sein sollte. Ein Beiwagen samt Reserverad war auch erhältlich. Die Maschinen wurden im Montagewerk von 20 Arbeitern zusammengesetzt, aus Teilen, die von regionalen Zulieferern gefertigt wurden. Insgesamt waren ca. 300 Personen an der Herstellung beteiligt.
Zu ihrer Zeit waren es sehr attraktive Motorräder, die zudem preislich mit anderen Herstellern vergleichbar waren und auch bei Sportfahrern an Popularität gewannen. Liebisch gilt außerdem als der erste Produzent weltweit, der Leichtmetallfelgen für ein Motorrad herstellte.

## Technische Daten
Technische Daten des Hauptmodells:
| Technische Daten des Hauptmodells: | Technische Daten des Hauptmodells: |
| ---------------------------------- | --- |
| Länge:                             | 3.170 mm |
| Radstand:                          | 2.230 mm |
| Hubraum:                           | 600 cm³ |
| Bohrung × Hub                      | 80 × 120 mm |
| Leistung:                          | 16 PS (12 kW) bei 3600/min, später 24 PS (18 kW) bei 5000/min                                                                                           |
| Kraftübertragung:                  | Kette |
| Höchstgeschwindigkeit:             | 95 km/h |
| Kraftstoffverbrauch:               | Bei einem erhaltenen Exemplar wurde für die Anreise zu einem Böhmerland-Treffen von ca. 300 km Strecke ein Verbrauch von 4 l/100 km (Benzin) angegeben. |

## Exemplare
Es existieren noch ca. 75 Stück in Händen von Liebhabern und in Museen, davon ca. 40 fahrbereit. Der Preis eines originalgetreu restaurierten Exemplars wird (2002) auf ca. 30.000 Euro geschätzt.
Der Prototyp einer viersitzigen Böhmerland ist im PS-Speicher im niedersächsischen Einbeck ausgestellt.
Im Deutschen Zweirad- und NSU-Museum in Neckarsulm ist ebenfalls eine Böhmerland (von 1928) in orange-gelber Lackierung zu sehen.
Im Sudetendeutschen Museum München befindet sich eine Böhmerland von 1938–39 in grün-gelber Lackierung. Sie zählt zu den 100 Heimatschätzen Bayerns.

## „Böhmerland 21“
Seit 2019 werden unter dem Namen „Böhmerland 21“ in Tschechien in kleiner Serie Custombikes, sowohl mit E- als auch Verbrennungsmotoren aufgelegt.

## Galerie

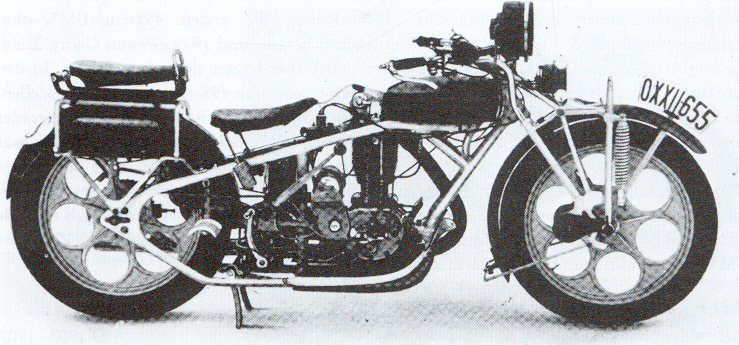
Das Modell „Tourer“ mit 600 cm³ von 1927.
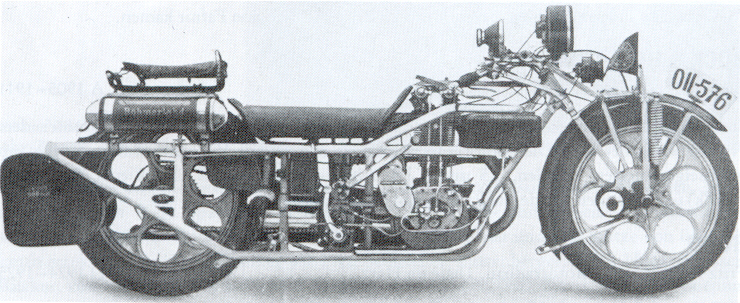
Das Modell „Langtourer“ mit 600 cm³ von 1928.
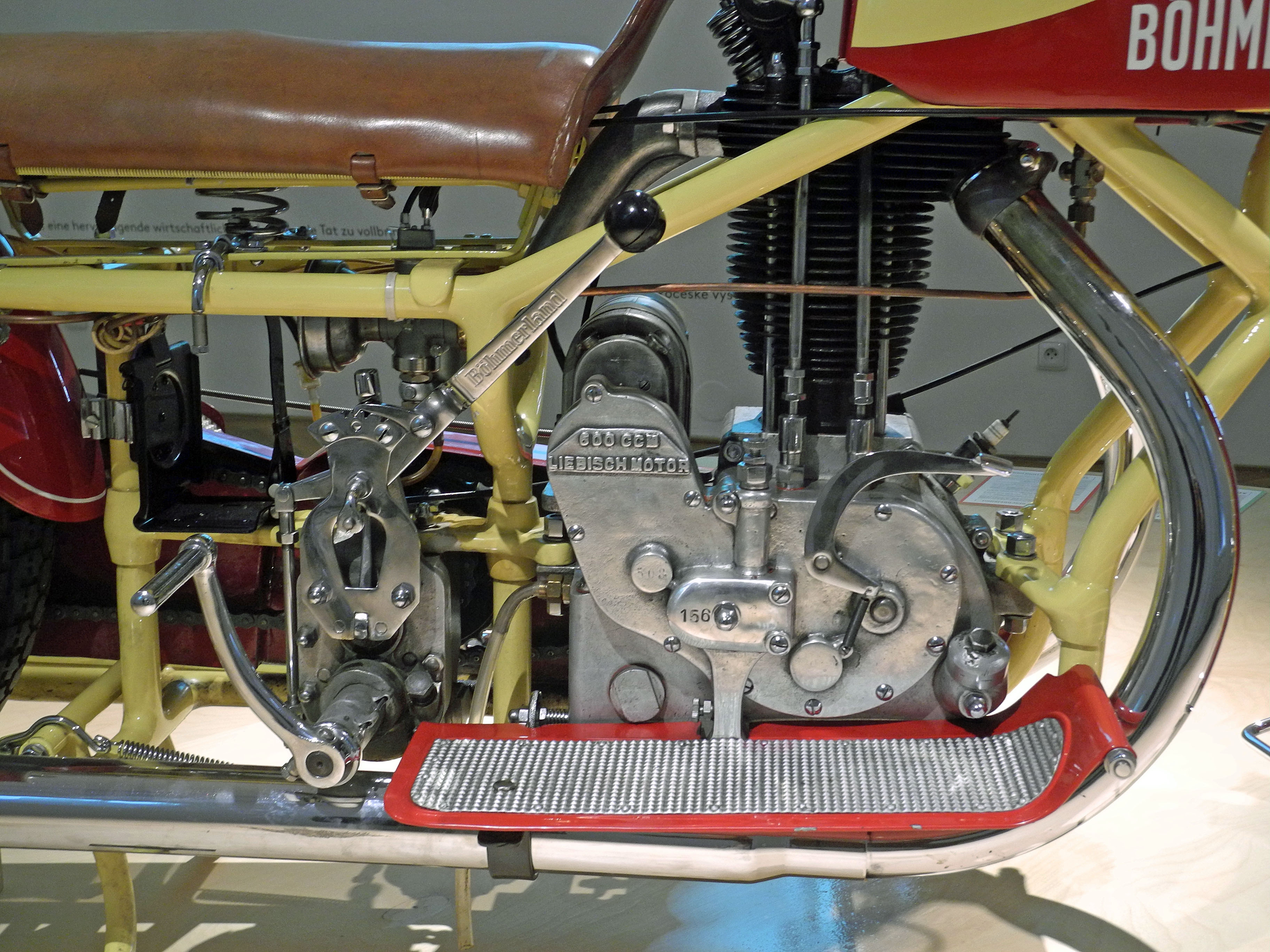
Detailaufnahme des von A. H. Liebisch entworfenen 600-cm³-Motors
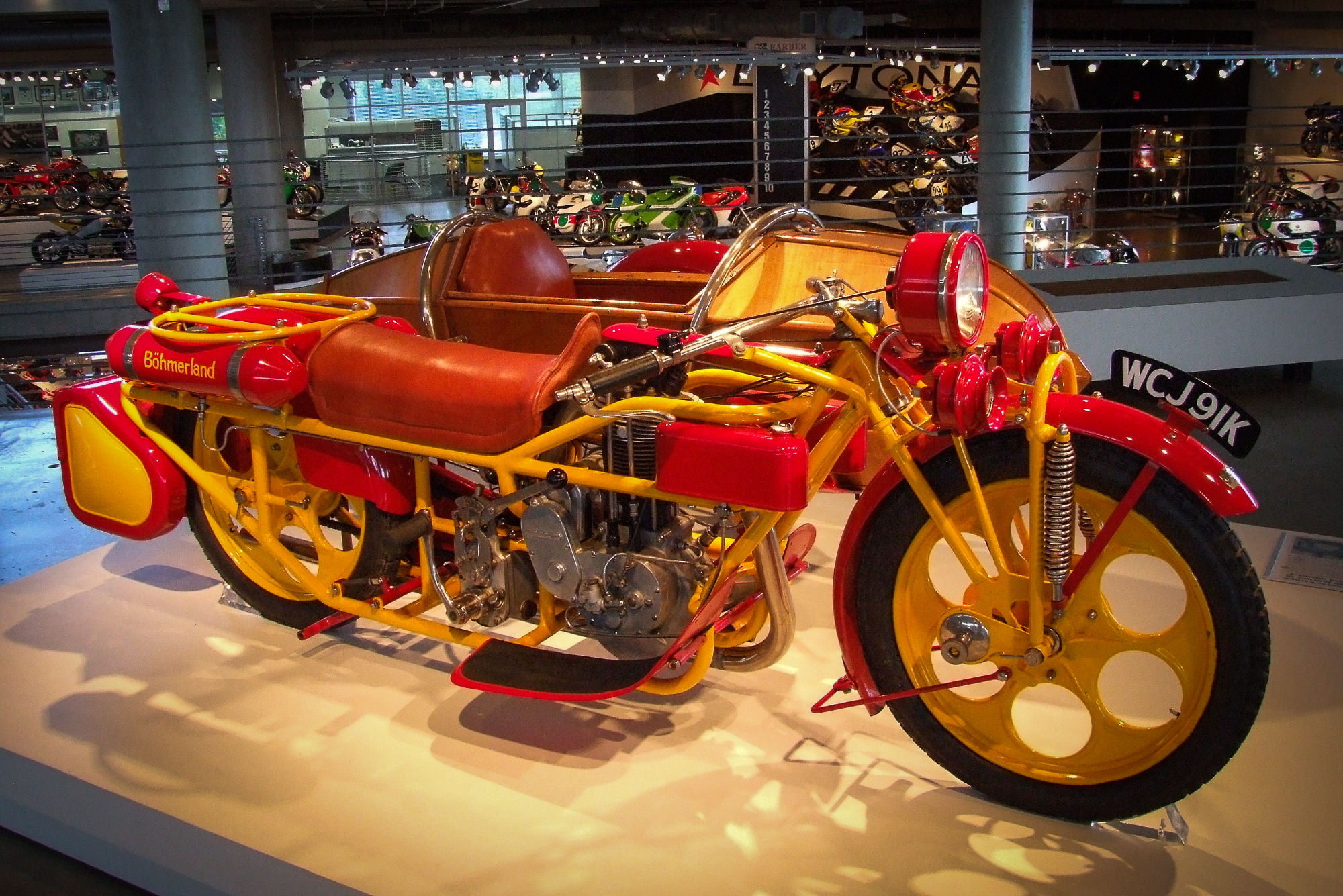
Frühes Modell (1925) mit Beiwagen. In der längsten Version mit Beiwagen konnten fünf Personen transportiert werden.
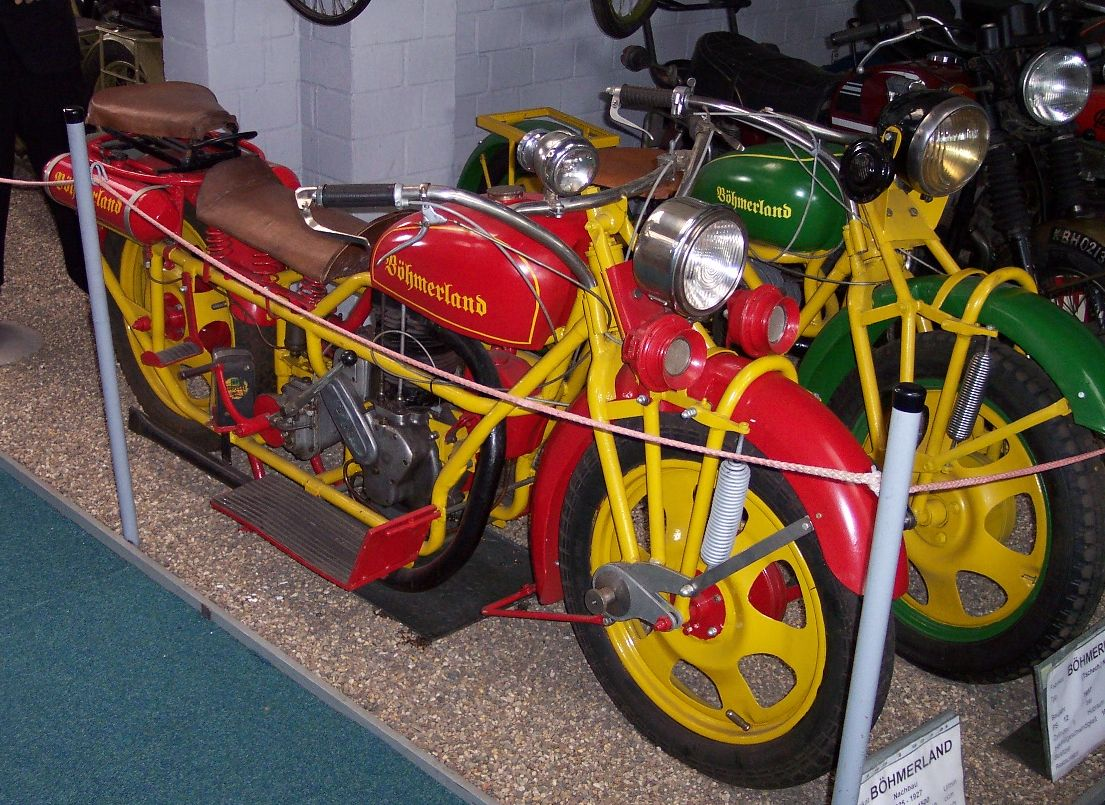
Böhmerland-Motorräder, Niederrheinisches Motorradmuseum